# Финтинь (Галац)
Финтинь, Финтині (рум. Fântâni) — село у повіті Галац в Румунії. Входить до складу комуни Нікорешть.
Село розташоване на відстані 192 км на північний схід від Бухареста, 82 км на північний захід від Галаца, 135 км на південь від Ясс, 134 км на схід від Брашова.

## Населення
За даними перепису населення 2002 року у селі проживали 709 осіб, з них 708 осіб (99,9%) румунів. Усі жителі села рідною мовою назвали румунську.